# Hyannis (Massachusetts)
Hyannis is een dorp binnen de gemeente Barnstable op het schiereiland Cape Cod dat deel uitmaakt van de staat Massachusetts in de Verenigde Staten.
Hyannis is het belangrijkste commerciële en transportcentrum van Cape Cod en zowel een woonkern als vakantieoord. Het omvat behalve de natuurlijke haven, de regionale luchthaven Cape Cod Gateway Airport, ook het zakencentrum en de gemeentelijke kantoren van Barnstable. Verder zijn er verscheidene winkelcentra. De hoofdstraat is Main Street waar veel handelszaken en enkele bezienswaardigheden zich bevinden, waaronder het JFK Hyannis Museum. Het John F. Kennedy Memorial bevindt zich aan Ocean Street en kijkt uit over Lewis Bay. De Kennedy's logeerden vaak in Hyannis tijdens de zomermaanden.
Hyannis is de meest multiraciale plaats op Cape Cod. Ongeveer 30% van de bewoners is van Europese afkomst. De overige 70% bestaat uit Afro-Amerikanen, Aziaten en Hispanics, en een aanzienlijke Braziliaanse bevolkingsgroep.

## Hyannisport
Hyannisport (ook Hyannis Port) is een welvarend villa- en vissersdorp. De haven van Hyannis heeft veerverbindingen met de eilanden Martha's Vineyard en Nantucket. De residentie van de familie Kennedy ligt in Hyannisport, net buiten de haven aan het water.

## Geboren
- Robert Bridge Richardson (1955), cameraman